# 간 내각
간 내각(일본어: 菅内閣)은 부총리, 중의원 의원, 민주당 대표 간 나오토가 제94대 내각총리대신으로 임명되어, 2010년 6월 8일부터 2010년 9월 17일까지 존재한 일본의 내각이다.

## 재직 기간
- 2010년(헤이세이 22년) 6월 8일 ~ 9월 17일
- 내각 조성 당시의 평균 연령 : 59세
  - 최고령 : 73세(가메이 시즈카) → 72세(기타자와 도시미)
  - 최연소 : 42세(렌호)

## 개요
2010년 6월 4일, 하토야마 유키오 내각이 내각 총사퇴를 하면서 같은 날에 치러진 민주당 대표 선거에서 새 대표로 선출된 간 나오토가 내각총리대신으로 지명됐다. 천황에 의한 친임식(임명식)이 6월 8일에 이뤄졌기 때문에 전임 하토야마 유키오 내각이 총사직한 이후에도 직무 집행 내각으로서 약 4일 동안 내각의 직무를 집행하였다. 무라야마 내각의 무라야마 도미이치 일본사회당 위원장(당시) 이래 16년 만에 자유민주당에서의 소속된 적이 없었던 총리가 탄생하게 됐다.
간 내각에서는 하토야마 내각에 설치된 부총리를 두지 않았다. 그리고 센고쿠 요시토 특명담당대신이 내각관방장관으로 기용됐고 노다 요시히코 재무 부대신이 재무대신으로, 야마다 마사히코 농림수산 부대신이 농림수산대신으로 각각 승격했다. 지바 게이코 법무대신이 7월에 열린 제22회 참의원 의원 통상선거에서 낙선했기 때문에 결과적으로 민간인 각료가 됐다.
하토야마 내각 17명의 각료 중 11명이 유임됐고 노다 요시히코, 겐바 고이치로, 무라타 렌호 등 오자와 이치로 전 민주당 간사장과 거리를 두고 있는 인물이 새롭게 입각했기 때문에 전임 내각보다 ‘탈 오자와’(脱小沢)색이 선명한 내각으로 여겨졌다.
센고쿠는 이 내각을 ‘젊음과 청신함, 일이 너무 좋은 내각’(若さと清新さ、仕事大好き内閣)이라고 평가했고 간 나오토는 ‘기병대 내각’(奇兵隊内閣)이라는 이름을 붙였다. 내각이 발족한 후부터 34일째에 참의원 통상선거의 투표일에 들어간 것은 역대 최단 기록이다.

## 국회 총리 지명 선거
| 중의원 내각총리대신 지명 선거 총 투표수 477표 중 과반수인 239표 득표 필요 | 중의원 내각총리대신 지명 선거 총 투표수 477표 중 과반수인 239표 득표 필요 | 중의원 내각총리대신 지명 선거 총 투표수 477표 중 과반수인 239표 득표 필요 | 중의원 내각총리대신 지명 선거 총 투표수 477표 중 과반수인 239표 득표 필요 |
| 내각총리대신 후보                                                         | 내각총리대신 후보                                                         | 득표수                                                                    | 득표수                                                                    |
| 내각총리대신 후보                                                         | 내각총리대신 후보                                                         | 정당별                                                                    | 총계                                                                      |
| ------------------------------------------------------------------------- | ------------------------------------------------------------------------- | ------------------------------------------------------------------------- | ------------------------------------------------------------------------- |
|                                                                           | 간 나오토                                                                 | 민주당(309), 국민신당(3), 의장(1)                                         | 313 / 480                                                                 |
|                                                                           | 다니가키 사다카즈                                                         | 자유민주당(115), 부의장(1)                                                | 116 / 480                                                                 |
|                                                                           | 야마구치 나쓰오                                                           | 공명당(21)                                                                | 21 / 480                                                                  |
|                                                                           | 시이 가즈오                                                               | 일본공산당(9)                                                             | 9 / 480                                                                   |
|                                                                           | 후쿠시마 미즈호                                                           | 사회민주당(7)                                                             | 7 / 480                                                                   |
|                                                                           | 와타나베 요시미                                                           | 모두의 당(5)                                                              | 5 / 480                                                                   |
|                                                                           | 히라누마 다케오                                                           | 일어나라 일본(3), 무소속(2)                                               | 5 / 480                                                                   |
|                                                                           | 마스조에 요이치                                                           | 무소속(1)                                                                 | 1 / 480                                                                   |
|                                                                           |                                                                           |                                                                           |                                                                           |
|                                                                           | 미투표                                                                    | 무소속(2), 민주당(1)                                                      | 3 / 480                                                                   |
| 출처: 174th Diet Session (House of Representatives)                       |                                                                           |                                                                           |                                                                           |

| 참의원 내각총리대신 지명 선거 총 투표수 237표 중 과반수인 119표 득표 필요 | 참의원 내각총리대신 지명 선거 총 투표수 237표 중 과반수인 119표 득표 필요 | 참의원 내각총리대신 지명 선거 총 투표수 237표 중 과반수인 119표 득표 필요 | 참의원 내각총리대신 지명 선거 총 투표수 237표 중 과반수인 119표 득표 필요 |
| 내각총리대신 후보                                                         | 내각총리대신 후보                                                         | 득표수                                                                    | 득표수                                                                    |
| 내각총리대신 후보                                                         | 내각총리대신 후보                                                         | 정당별                                                                    | 총계                                                                      |
| ------------------------------------------------------------------------- | ------------------------------------------------------------------------- | ------------------------------------------------------------------------- | ------------------------------------------------------------------------- |
|                                                                           | 간 나오토                                                                 | 민주당-신록풍회-국민신당(122), 무소속(1)                                  | 123 / 241                                                                 |
|                                                                           | 다니가키 사다카즈                                                         | 자유민주당(68), 무소속(2), 부의장 (1)                                     | 71 / 241                                                                  |
|                                                                           | 야마구치 나쓰오                                                           | 공명당(21)                                                                | 21 / 241                                                                  |
|                                                                           | 시이 가즈오                                                               | 일본공산당(7)                                                             | 7 / 241                                                                   |
|                                                                           | 후쿠시마 미즈호                                                           | 사회민주당(5), 무소속(1)                                                  | 6 / 241                                                                   |
|                                                                           | 마스조에 요이치                                                           | 신당개혁(6)                                                               | 6 / 241                                                                   |
|                                                                           | 히라누마 다케오                                                           | 일어나라 일본(2)                                                          | 2 / 241                                                                   |
|                                                                           | 와타나베 요시미                                                           | 무소속(1)                                                                 | 1 / 241                                                                   |
|                                                                           |                                                                           |                                                                           |                                                                           |
|                                                                           | 미투표                                                                    | 자유민주당(2), 행복실현당(1), 의장(1)                                     | 4 / 241                                                                   |
| 출처: 174th Diet Session (House of Councillors)                           |                                                                           |                                                                           |                                                                           |

## 인사

### 국무대신
| 출신 당파 : 민주당 국민신당 (발족시 : 민주당 16, 국민 신당 1) |

| 직책                                                       | 대수 | 성명              | 성명 | 주요 경력                                            | 임시 대리 순위 | 재직 기간                  | 비고                               |
| ---------------------------------------------------------- | ---- | ----------------- | ---- | ---------------------------------------------------- | -------------- | -------------------------- | ---------------------------------- |
| 내각총리대신                                               | 94   | 간 나오토         |      | 중의원 민주당 (간 그룹)                              | -              | 2010년 6월 8일 ~ 9월 17일  | 민주당 대표                        |
| 총무대신                                                   | 13   | 하라구치 가즈히로 |      | 중의원 민주당 (하타 그룹)                            | -              | 2010년 6월 8일 ~ 9월 17일  |                                    |
| 법무대신                                                   |      | 지바 게이코       |      | 참의원 → 민간 민주당 (요코미치 그룹)                 | 5              | 2010년 6월 8일 ~ 9월 17일  |                                    |
| 외무대신                                                   |      | 오카다 가쓰야     |      | 중의원 민주당 (무파벌)                               | 2              | 2010년 6월 8일 ~ 9월 17일  |                                    |
| 재무대신                                                   |      | 노다 요시히코     |      | 중의원 민주당 (노다 그룹)                            | -              | 2010년 6월 8일 ~ 9월 17일  |                                    |
| 문부과학대신                                               |      | 가와바타 다쓰오   |      | 중의원 민주당 (가와바타 그룹)                        | -              | 2010년 6월 8일 ~ 9월 17일  | 국립국회도서관 연락조정위원회 위원 |
| 후생노동대신                                               |      | 나가쓰마 아키라   |      | 중의원 민주당 (무파벌)                               | -              | 2010년 6월 8일 ~ 9월 17일  | 연금 개혁 담당                     |
| 농림수산대신                                               |      | 야마다 마사히코   |      | 중의원 민주당 (오자와 그룹)                          | -              | 2010년 6월 8일 ~ 9월 17일  |                                    |
| 경제산업대신                                               |      | 나오시마 마사유키 |      | 참의원 민주당 (가와바타 그룹)                        | -              | 2010년 6월 8일 ~ 9월 17일  |                                    |
| 국토교통대신                                               |      | 마에하라 세이지   |      | 중의원 민주당 (마에하라 그룹)                        | 3              | 2010년 6월 8일 ~ 9월 17일  |                                    |
| 환경대신                                                   |      | 오자와 사키히토   |      | 중의원 민주당 (하토야마 그룹 → 오자와 사키히토 그룹) | -              | 2010년 6월 8일 ~ 9월 17일  |                                    |
| 방위대신                                                   |      | 기타자와 도시미   |      | 참의원 민주당 (하타 그룹)                            | -              | 2010년 6월 8일 ~ 9월 17일  |                                    |
| 내각관방장관                                               |      | 센고쿠 요시토     |      | 중의원 민주당 (마에하라 그룹)                        | 1              | 2010년 6월 8일 ~ 9월 17일  |                                    |
| 국가공안위원회 위원장                                      |      | 나카이 히로시     |      | 중의원 민주당 (오자와 그룹) (가와바타 그룹)          | 4              | 2010년 6월 8일 ~ 9월 17일  | 납치 문제 담당                     |
| 내각부 특명담당대신 (오키나와 및 북방 대책 담당)           | 12   | 마에하라 세이지   |      | 중의원 민주당 (마에하라 그룹)                        | 3              | 2010년 6월 8일 ~ 9월 17일  |                                    |
| 내각부 특명담당대신 (방재 담당)                            | 14   | 나카이 히로시     |      | 중의원 민주당 (오자와 그룹) (가와바타 그룹)          | 4              | 2010년 6월 8일 ~ 9월 17일  |                                    |
| 내각부 특명담당대신 (금융 담당)                            | 13   | 가메이 시즈카     |      | 중의원 국민신당 대표                                 | -              | 2010년 6월 8일 ~ 6월 11일  | 우정 개혁 담당                     |
| 내각부 특명담당대신 (금융 담당)                            | -    | 센고쿠 요시토     |      | 중의원 민주당 (마에하라 그룹)                        | 1              | 2010년 6월 11일            |                                    |
| 내각부 특명담당대신 (금융 담당)                            | 14   | 지미 쇼자부로     |      | 참의원 국민신당                                      | -              | 2010년 6월 11일 ~ 9월 17일 | 우정 개혁 담당                     |
| 내각부 특명담당대신 (소비자 및 식품 안전 담당)             | 2    | 아라이 사토시     |      | 중의원 민주당 (간 그룹)                              | -              | 2010년 6월 8일 ~ 9월 17일  |                                    |
| 내각부 특명담당대신 (저출산 대책 담당)                     | 6    | 겐바 고이치로     |      | 중의원 민주당 정책조사회장 (무파벌)                  | -              | 2010년 6월 8일 ~ 9월 17일  |                                    |
| 내각부 특명담당대신 (남녀 공동 참가 담당)                  | 10   | 겐바 고이치로     |      | 중의원 민주당 정책조사회장 (무파벌)                  | -              | 2010년 6월 8일 ~ 9월 17일  |                                    |
| 내각부 특명담당대신 (경제 재정 정책 담당)                  | 14   | 아라이 사토시     |      | 중의원 민주당 (간 그룹)                              | -              | 2010년 6월 8일 ~ 9월 17일  | 국가 전략 담당                     |
| 내각부 특명담당대신 (지역 주권 추진 담당)                  | 2    | 하라구치 가즈히로 |      | 중의원 민주당 (하타 그룹)                            | -              | 2010년 6월 8일 ~ 9월 17일  |                                    |
| 내각부 특명담당대신 (과학 기술 정책 담당)                  | 13   | 가와바타 다쓰오   |      | 중의원 민주당 (가와바타 그룹)                        | -              | 2010년 6월 8일 ~ 9월 17일  | 국립국회도서관 연락조정위원회 위원 |
| 내각부 특명담당대신 ('새로운 공공' 담당)                   | 2    | 겐바 고이치로     |      | 중의원 민주당 정책조사회장 (무파벌)                  | -              | 2010년 6월 8일 ~ 9월 17일  | 공무원 제도 개혁 담당              |
| 내각부 특명담당대신 (행정 쇄신 담당)                       | 3    | 무라타 렌호       |      | 참의원 민주당 (노다 그룹)                            | -              | 2010년 6월 8일 ~ 9월 17일  |                                    |
| 1. 2. 3. 4. 5. 6. 7. 8. 9. 10. 11. 12. 13. 14. 15. 16. 17. |      |                   |      |                                                      |                |                            |                                    |

- 2010년 6월 8일 임명.

### 부대신
| 출신 당파 : 민주당 국민신당 (발족시 : 민주당 21, 국민신당 1) |

| 내각부 부대신   | 오시마 아쓰시     |  | 중의원 민주당 (하토야마 그룹)                 | 2010년 6월 8일 ~ 9월 17일        |  |
| 내각부 부대신   | 히라오카 히데오   |  | 중의원 민주당 (간 그룹)                       | 2010년 6월 8일 ~ 9월 17일        |  |
| 내각부 부대신   | 오쓰카 고헤이     |  | 참의원 민주당 (무파벌)                        | 2010년 6월 8일 ~ 9월 17일        |  |
| 총무 부대신     | 와타나베 슈       |  | 중의원 민주당 (마에하라 그룹)                 | 2009년 9월 18일 ~ 2010년 6월 8일 |  |
| 총무 부대신     | 나이토 마사미쓰   |  | 참의원 민주당 (간 그룹)                       | 2010년 6월 8일 ~ 9월 17일        |  |
| 법무 부대신     | 가토 고이치       |  | 중의원 민주당 (간 그룹)                       | 2010년 6월 8일 ~ 9월 17일        |  |
| 외무 부대신     | 후지무라 오사무   |  | 중의원 민주당 (노다 그룹)                     | 2010년 6월 8일 ~ 9월 17일        |  |
| 외무 부대신     | 다케마사 고이치   |  | 참의원 민주당 (노다 그룹) (오자와 그룹)       | 2010년 6월 8일 ~ 9월 17일        |  |
| 재무 부대신     | 후루카와 모토히사 |  | 중의원 민주당 (마에하라 그룹)                 | 2010년 6월 8일 ~ 9월 17일        |  |
| 재무 부대신     | 미네자키 나오키   |  | 참의원 민주당 (요코미치 그룹)                 | 2010년 6월 8일 ~ 9월 17일        |  |
| 문부과학 부대신 | 나카가와 마사하루 |  | 중의원 민주당 (하타 그룹)                     | 2010년 6월 8일 ~ 9월 17일        |  |
| 문부과학 부대신 | 스즈키 간         |  | 참의원 민주당 (하토야마 그룹) (마에하라 그룹) | 2010년 6월 8일 ~ 9월 17일        |  |
| 후생노동 부대신 | 호소카와 리쓰오   |  | 중의원 민주당 (간 그룹)                       | 2010년 6월 8일 ~ 9월 17일        |  |
| 후생노동 부대신 | 나가하마 히로유키 |  | 참의원 민주당 (노다 그룹)                     | 2010년 6월 8일 ~ 9월 17일        |  |
| 농림수산 부대신 | 시노하라 다카시   |  | 중의원 민주당 (간 그룹)                       | 2010년 6월 8일 ~ 9월 17일        |  |
| 농림수산 부대신 | 군지 아키라       |  | 참의원 민주당 (요코미치 그룹)                 | 2010년 6월 8일 ~ 9월 17일        |  |
| 경제산업 부대신 | 마시코 데루히코   |  | 참의원 민주당 (하타 그룹)                     | 2010년 6월 8일 ~ 9월 17일        |  |
| 경제산업 부대신 | 마쓰시타 다다히로 |  | 중의원 국민신당                               | 2010년 6월 8일 ~ 9월 17일        |  |
| 국토교통 부대신 | 미카즈키 다이조   |  | 중의원 민주당 (가와바타 그룹) (하토야마 그룹) | 2010년 6월 8일 ~ 9월 17일        |  |
| 국토교통 부대신 | 마부치 스미오     |  | 중의원 민주당 (무파벌)                        | 2010년 6월 8일 ~ 9월 17일        |  |
| 환경 부대신     | 다지마 잇세이     |  | 중의원 민주당 (마에하라 그룹)                 | 2010년 6월 8일 ~ 9월 17일        |  |
| 방위 부대신     | 신바 가즈야       |  | 참의원 민주당 (하토야마 그룹)                 | 2010년 6월 8일 ~ 9월 17일        |  |
| 1. 2.           |                   |  |                                               |                                  |  |

### 대신 정무관
| 출신 당파 : 민주당 국민신당 (발족시 : 민주당 24, 국민신당 1) |

| 직책                | 성명              | 성명 | 주요 경력                                     | 재직 기간                  | 비고 |
| ------------------- | ----------------- | ---- | --------------------------------------------- | -------------------------- | ---- |
| 내각부대신 정무관   | 이즈미 겐타       |      | 중의원 민주당 (마에하라 그룹)                 | 2010년 6월 9일 ~ 9월 17일  |      |
| 내각부대신 정무관   | 다무라 겐지       |      | 중의원 민주당 (간 그룹)                       | 2010년 6월 9일 ~ 9월 17일  |      |
| 내각부대신 정무관   | 쓰무라 게이스케   |      | 중의원 민주당 (간 그룹) (마에하라 그룹)       | 2010년 6월 9일 ~ 9월 17일  |      |
| 총무대신 정무관     | 오가와 준야       |      | 중의원 민주당 (마에하라 그룹)                 | 2010년 6월 9일 ~ 9월 17일  |      |
| 총무대신 정무관     | 시나 다케시       |      | 중의원 민주당 (오자와 그룹)                   | 2010년 6월 9일 ~ 9월 17일  |      |
| 총무대신 정무관     | 하세가와 겐세이   |      | 참의원 국민신당                               | 2010년 6월 9일 ~ 9월 17일  |      |
| 법무대신 정무관     | 나카무라 데쓰지   |      | 참의원 민주당 (마에하라 그룹)                 | 2010년 6월 9일 ~ 9월 17일  |      |
| 외무대신 정무관     | 기라 슈지         |      | 중의원 민주당 (오자와 그룹)                   | 2010년 6월 9일 ~ 9월 17일  |      |
| 외무대신 정무관     | 니시무라 지나미   |      | 중의원 민주당 (간 그룹)                       | 2010년 6월 9일 ~ 9월 17일  |      |
| 외무대신 정무관     | 도쿠나가 히사시   |      | 중의원 민주당 (마에하라 그룹)                 | 2010년 6월 11일 ~ 9월 17일 |      |
| 재무대신 정무관     | 오구시 히로시     |      | 중의원 민주당 (노다 그룹)                     | 2010년 6월 9일 ~ 9월 17일  |      |
| 재무대신 정무관     | 후루모토 신이치로 |      | 중의원 민주당 (가와바타 그룹) (하토야마 그룹) | 2010년 6월 9일 ~ 9월 17일  |      |
| 문부과학대신 정무관 | 고토 히토시       |      | 중의원 민주당 (하타 그룹)                     | 2010년 6월 9일 ~ 9월 17일  |      |
| 문부과학대신 정무관 | 다카이 미호       |      | 중의원 민주당 (마에하라 그룹) (간 그룹)       | 2010년 6월 9일 ~ 9월 17일  |      |
| 후생노동대신 정무관 | 야마노이 가즈노리 |      | 중의원 민주당 (마에하라 그룹) (간 그룹)       | 2010년 6월 9일 ~ 9월 17일  |      |
| 후생노동대신 정무관 | 아다치 신야       |      | 참의원 민주당 (무파벌)                        | 2010년 6월 9일 ~ 9월 17일  |      |
| 농림수산대신 정무관 | 사사키 다카히로   |      | 중의원 민주당 (요코미치 그룹)                 | 2010년 6월 9일 ~ 9월 17일  |      |
| 농림수산대신 정무관 | 후나야마 야스에   |      | 참의원 민주당 (간 그룹)                       | 2010년 6월 9일 ~ 9월 17일  |      |
| 경제산업대신 정무관 | 곤도 요스케       |      | 중의원 민주당 (노다 그룹)                     | 2010년 6월 9일 ~ 9월 17일  |      |
| 경제산업대신 정무관 | 다카하시 지아키   |      | 참의원 민주당 (하토야마 그룹)                 | 2010년 6월 9일 ~ 9월 17일  |      |
| 국토교통대신 정무관 | 나가야스 다카시   |      | 중의원 민주당 (마에하라 그룹)                 | 2010년 6월 9일 ~ 9월 17일  |      |
| 국토교통대신 정무관 | 쓰가와 쇼고       |      | 중의원 민주당 (무파벌)                        | 2010년 6월 9일 ~ 9월 17일  |      |
| 국토교통대신 정무관 | 후지모토 유지     |      | 참의원 민주당 (노다 그룹)                     | 2010년 6월 9일 ~ 9월 17일  |      |
| 환경대신 정무관     | 오타니 노부모리   |      | 중의원 민주당 (무파벌)                        | 2010년 6월 9일 ~ 9월 17일  |      |
| 방위대신 정무관     | 구스다 다이조     |      | 중의원 민주당 (하타 그룹) (노다 그룹)         | 2010년 6월 9일 ~ 9월 17일  |      |
| 방위대신 정무관     | 나가시마 아키히사 |      | 중의원 민주당 (노다 그룹) (간 그룹)           | 2010년 6월 9일 ~ 9월 17일  |      |

### 그 외의 인사
| 출신 당파 : 국가공무원 민주당 (발족시 : 민주당 6, 국가공무원 2) |

| 직책                  | 대수 | 성명              | 성명 | 주요 경력                     | 재직 기간                 | 비고                                     |
| --------------------- | ---- | ----------------- | ---- | ----------------------------- | ------------------------- | ---------------------------------------- |
| 내각관방부장관 (정무) | -    | 후루카와 모토히사 |      | 중의원 민주당 (마에하라 그룹) | 2010년 6월 8일 ~ 9월 17일 |                                          |
| 내각관방부장관 (정무) | -    | 후쿠야마 데쓰로   |      | 참의원 민주당 (마에하라 그룹) | 2010년 6월 8일 ~ 9월 17일 |                                          |
| 내각관방부장관 (사무) | -    | 다키노 긴야       |      | 국가공무원 총무성             | 2010년 6월 8일 ~ 9월 17일 |                                          |
| 내각법제국 장관       |      | 가지타 신이치로   |      | 국가공무원 자치성             | 2010년 6월 8일 ~ 9월 17일 |                                          |
| 내각총리대신 보좌관   | -    | 아쿠쓰 유키히코   |      | 중의원 민주당 (간 그룹)       | 2010년 6월 8일 ~ 9월 17일 | 중소기업 대책·지역 활성화 대책 담당      |
| 내각총리대신 보좌관   | -    | 오가와 가쓰야     |      | 참의원 민주당 (하토야마 그룹) | 2010년 6월 8일 ~ 9월 17일 | 농어촌 지역 활성화 담당                  |
| 내각총리대신 보좌관   | -    | 오사카 세이지     |      | 중의원 민주당 (간 그룹)       | 2010년 6월 8일 ~ 9월 17일 | 지역 주권, 지역 활성화 및 지방 행정 담당 |
| 내각총리대신 보좌관   | -    | 데라타 마나부     |      | 중의원 민주당 (간 그룹)       | 2010년 6월 8일 ~ 9월 17일 | 국가 전략·행정 쇄신 담당                 |
| 1.                    |      |                   |      |                               |                           |                                          |

## 내각의 움직임

### 2010년

#### 6월
- 4일 - 하토야마 유키오 내각총리대신의 사임으로 이뤄진 내각총리대신 지명선거에서 간 나오토 민주당 대표가 제94대 내각총리대신으로 선출되었다.
- 8일 - 일본 천황에 의한 인증식을 거쳐 정식으로 내각을 발족했다.
- 9일 - 부대신·대신 정무관을 임명했다.
- 11일 - 가메이 시즈카 국민신당 대표가 우정 개혁 법안의 성립이 보류된 것에 반발해 금융 담당 대신과 우정 개혁 담당 대신을 동시에 사임, 후임에는 국민신당 소속의 지미 쇼자부로가 임명되었다.
- 25일 - 간 총리가 제36회 주요국 정상회의에 참석했다.

#### 7월
- 11일 - 제22회 참의원 의원 통상선거에서 여당이 과반수 나뉘면서 지바 게이코 법무대신이 낙선되었다(법무대신은 연임됨).

#### 9월
- 14일 - 임기 만료에 수반하는 민주당 대표 선거에서 간 총리가 상대 후보인 오자와 이치로 전 간사장을 누르고 당선되었다.
- 17일 - 간 총리가 민주당 집행부를 쇄신함과 동시에 내각 개조를 단행, 간 나오토 개조내각이 발족되었다.